# KPTN
KPTN (англ. Kaptin, actin binding protein) – білок, який кодується однойменним геном, розташованим у людей на короткому плечі 19-ї хромосоми. Довжина поліпептидного ланцюга білка становить 436 амінокислот, а молекулярна маса — 48 080.
| 10         |  | 20         |  | 30         |  | 40         |  | 50         |
| ---------- |  | ---------- |  | ---------- |  | ---------- |  | ---------- |
| MMGEAAVAAG |  | PCPLREDSFT |  | RFSSQSNVYG |  | LAGGAGGRGE |  | LLAATLKGKV |
| LGFRYQDLRQ |  | KIRPVAKELQ |  | FNYIPVDAEI |  | VSIDTFNKSP |  | PKRGLVVGIT |
| FIKDSGDKGS |  | PFLNIYCDYE |  | PGSEYNLDSI |  | AQSCLNLELQ |  | FTPFQLCHAE |
| VQVGDQLETV |  | FLLSGNDPAI |  | HLYKENEGLH |  | QFEEQPVENL |  | FPELTNLTSS |
| VLWLDVHNFP |  | GTSRRLSALG |  | CQSGYVRVAH |  | VDQRSREVLQ |  | MWSVLQDGPI |
| SRVIVFSLSA |  | AKETKDRPLQ |  | DEYSVLVASM |  | LEPAVVYRDL |  | LNRGLEDQLL |
| LPGSDQFDSV |  | LCSLVTDVDL |  | DGRPEVLVAT |  | YGQELLCYKY |  | RGPESGLPEA |
| QHGFHLLWQR |  | SFSSPLLAMA |  | HVDLTGDGLQ |  | ELAVVSLKGV |  | HILQHSLIQA |
| SELVLTRLRH |  | QVEQRRRRLQ |  | GLEDGAGAGP |  | AENAAS     |  |            |

A: Аланін

C: Цистеїн

D: Аспарагінова кислота

E: Глутамінова кислота

F: Фенілаланін

G: Гліцин

H: Гістидин

I: Ізолейцин

K: Лізин

L: Лейцин

M: Метіонін

N: Аспарагін

P: Пролін

Q: Глутамін

R: Аргінін

S: Серин

T: Треонін

V: Валін

W: Триптофан

Задіяний у таких біологічних процесах, як ацетилювання, альтернативний сплайсинг. 
Білок має сайт для зв'язування з молекулою актину. 
Локалізований у мембрані, клітинних відростках, лізосомі.